# Субраманьян Чандрасекар
Субраманьян Чандрасекар (зрідка ім'я транслітерують як Субрахманьян; там. சுப்பிரமணியன் சந்திரசேகர், англ. Subrahmanyan Chandrasekhar; 19 жовтня 1910, Лахор, Пенджаб, Британська Індія — 21 серпня 1995, Чикаго, Іллінойс, США) — індійський та американський астрофізик, лауреат Нобелівської премії з фізики. Зробив значний внесок у дослідження будови зір, зоряної еволюції і чорних дір. Нобелівську премію з фізики 1983 року отримав за теоретичні дослідження фізичних процесів, важливих для структури та еволюції зір. Його математичний аналіз зоряної еволюції призвів до багатьох сучасних теоретичних моделей пізніх стадій еволюції масивних зір і чорних дір. На його честь названо багато концепцій, установ і приладів, у тому числі межа Чандрасекара та рентгенівська обсерваторія Чандра.
Протягом своєї наукової кар'єри встиг попрацювати в багатьох дуже різних галузях фізики й астрофізики, в кожній досягнувши важливих наукових результатів. Це ділить його наукову кар'єру на такі тематичні періоди: структура зір, зокрема будова білих карликів (1929—1939), зоряна динаміка (1939—1943), радіаційні переходи та від'ємно заряджений іон водню (1943—1950), гідродинаміка та гідродинамічна стійкість (1950—1961), рівновага та стійкість еліпсоїдних форм, загальна теорія відносності (1960-ті), теорія чорних дір (1971—1983), теорія зіткнень гравітаційних хвиль (кінець 1980-х).

## Біографія

### Дитинство й освіта
Народився 19 жовтня 1910 року в Лахорі в Британській Індії (тепер Пакистан) у тамільськомовній родині, що належала до касти брахманів. Його батько, Чандрасекара Субраманья Айяр (1885—1960), працював у Лахорі заступником генерального аудитора Північно-Західних залізниць, а мати Сіта (до шлюбу Балакрішнан, 1891—1931), хоч і мала за тогочасною традицією лише кілька класів освіти, переклала тамільською мовою твори Ібсена і Толстого. У Субраманьяна було дві старші сестри, три молодші брати і чотири молодші сестри. Його дядьком по батькові був індійський фізик і нобелівський лауреат Чандрасекара Венката Раман.
У 1916 році сім'я переїхала з Лахора до Аллахабада, а в в 1918 році остаточно оселилася в Мадрасі.
До 12 років Чандрасекар навчався вдома. У середній школі його батько вчив його математики та фізики, а мати — тамільської мови. Потім у 1922—1925 роках, він відвідував Індуїстську середню школу, а з 1925 по 1930 — Президенсі-коледж в Мадрасі (частина Університету Мадраса). Надихнувшись лекцією Арнольда Зоммерфельда, у 1929 році він написав свою першу статтю «Комптонівське розсіювання та нова статистика». У червні 1930 року він здобув ступінь бакалавра з фізики (з відзнакою). У липні 1930 року Чандрасекар виборов стипендію уряду Індії для навчання в аспірантурі в Кембриджському університеті, де його прийняли до Трініті-коледжу і прикріпили до професора Ральфа Фаулера, якому він раніше відправив свою першу статтю. Під час подорожі до Англії Чандрасекар проводив час, розробляючи статистичну механіку виродженого електронного газу в білих карликах, розраховуючи релятивістські поправки до попередніх робіт Фаулера.

### Кембриджський університет
У свій перший рік у Кембриджі під керівництвом Фаулера Чандрасекар обчислював середню непрозорість для побудови покращеної моделі граничної маси виродженої зорі. На засіданнях Королівського астрономічного товариства він познайомився з Едвардом Мілном. На запрошення Макса Борна він провів літо 1931 року в інституті Борна в Геттінгені, працюючи над непрозорістю, атомними коефіцієнтами поглинання та моделлю зоряних фотосфер. За порадою Поля Дірака він провів останній рік аспірантури в Інституті теоретичної фізики в Копенгагені, де познайомився з Нільсом Бором.
Отримавши бронзову медаль за свою роботу про вироджені зорі, а влітку 1933 року Чандрасекар здобув в Кембриджі ступінь доктора філософії. 9 жовтня його обрали стипендіатом Трініті-коледжу на період 1933—1937 років, — він став лише другим індійцем, який отримав цю стипендію після Срініваси Рамануджана 16 роками раніше. Чандрасекар був настільки впевнений, що не зможе отримати стипендію, що вже домовився про роботу в Оксфорді під керівництвом Мілна й навіть винайняв там квартиру.
У цей час Чандрасекар познайомився з британським фізиком Артуром Еддінгтоном. Еддінгтон зацікавився його роботою, але коли в 1935 році Чандрасекар представив повний розв'язок свого рівняння зір на засіданні Королівського астрономічного товариства, Еддінгтон замовив собі наступну доповідь і виступив з різкою критикою теорії Чандрасекара. Це засмутило Чандрасекара і викликало наукову суперечку між ними, яка тривала до кінця 1930-х років. Еддінгтон продовжував критикувати Чандрасекара під час зустрічей, і вони порівнювали теорії один одного в публікаціях. Чандрасекар завершив свою теорію білих карликів у 1939 році, отримавши визнання інших спеціалістів. Еддінгтон помер у 1944 році, і, попри розбіжності, Чандрасекар продовжував заявляти, що він захоплювався Еддінгтоном і вважав його другом.

### Переїзд до США
У 1935 році директор Гарвардської обсерваторії Гарлоу Шеплі запросив Чандрасекара до себе на 3 місяці в якості запрошеного лектора. У грудні він прибув до США. Під час свого візиту до Гарварду Чандрасекар справив на Шеплі велике враження, але відхилив його пропозицію прийняти наукову стипендію в Гарварді. У той же час Чандрасекар познайомився з Джерардом Койпером, відомим голландським астрономом-спостерігачем, який на той час був провідним експертом у галузі білих карликів, і якого незадовго до того найняли на роботу Отто Струве, директор Єрксської обсерваторії Чиказького університету, і Роберт Гатчінс, президент університету. За рекомендацією Койпера Струве запросив Чандрасекара в Єркс у березні 1936. Чандрасекар зацікавився, але спочатку відхилив пропозицію та виїхав до Англії, і лише радіограма Гатчінса, отримана Чандрасекаром під час подорожі, змусила його передумати й повернутись до Єркса в грудні 1936 року на посаду професора-асистента теоретичної астрофізики. Гатчінс також втрутився у випадок, коли декан Генрі Гейл через расові упередження заборонив Чендрасекару викладати курс, організований Струве. Гатчінс відмінив заборону Гейла.

### Розквіт наукової кар'єри
Чандрасекар залишався в Чиказькому університеті протягом усієї своєї кар'єри. У 1941 році його підвищили до асоційованого професора, а через два роки у віці 33 років — до професора. У 1946 році, коли Принстонський університет запропонував Чандрасекару посаду, яку звільнив Генрі Норріс Рассел, із зарплатою вдвічі більшою, ніж у Чикаго, Гатчінс одразу подвоїв його зарплату в Чикаго й переконав Чандрасекара залишитися.
У вересні 1936 року Чандрасекар одружився з Лалітою Дорайсвамі. Вони познайомились як однокурсники у Президентсі-коледжі. У 1953 році Субраманьян і Лаліта Чандрасекар прийняли американське громадянство.
Під час Другої світової війни Чандрасекар працював у Лабораторії балістичних досліджень на Абердинському полігоні в Меріленді. Перебуваючи там, він працював над проблемами балістики, результатом чого стала серія звітів про ударні хвилі від вибухів снарядів. Досвід Чандрасекара в гідродинаміці переконав Роберта Оппенгеймера запросити його до Манхеттенського проєкту, але затримки в обробці його безпекового дозволу завадили йому взяти участь у проєкті.
З 1952 по 1971 рік Чандрасекар був редактором Astrophysical Journal. Коли в 1957 році Юджин Паркер подав статтю про своє відкриття сонячного вітру, двоє видатних рецензентів відхилили статтю. Однак, оскільки Чандра як редактор не міг знайти жодних математичних недоліків у роботі Паркера, він проігнорував це й опублікував статтю в 1958 році.

### Останні роки
У 1983 році Чандрасекар отримав половину Нобелівської премії з фізики за дослідження фізичних процесів, важливих для структури та еволюції зір. Чандрасекар прийняв премію, але був засмучений тим, що його нагородили лише за першу його серйозну роботу, вважаючи це приниженням досягнень решти його життя. Другу половину премії 1983 року отримав Вільям Фаулер.
З 1990 по 1995 рік Чандрасекар працював над проєктом, присвяченим поясненню детальних геометричних аргументів у «Математичних началах натуральної філософії» Ісаака Ньютона з використанням лише елементарної математики. Результатом цих зусиль стала книга «„Начала“ Ньютона для звичайного читача» (Newton's Principia for the Common Reader), опублікована в 1995 році.
Чандрасекар помер від серцевого нападу в лікарні Чиказького університету в 1995 році, переживши попередній серцевий напад у 1975 році.
Його дружина померла 2 вересня 2013 року у віці 102 років. Вона досліджувала літературу та західну класичну музику.

## Наукова робота
Чандрасекар писав, що головним мотивом його роботи була систематизація: в кожній галузі він намагався побачити, чи всі деталі стоять на належних місцях в загальній схемі, і, якщо ні, то шукати нову інформацію, яка допомогла б узгодити загальну картину.
Він розробив власний стиль опанування різних галузей науки й послідовно застосував його до кількох розділів фізики та астрофізики, що дозволяє розділити його наукову кар'єру на кілька періодів з дуже різними напрямами досліджень. Кожного разу Чандрасекар спочатку всебічно вивчав конкретну область, публікував у ній кілька статей, а потім писав книгу, узагальнюючи основні концепції в цій галузі. Потім він переходив в іншу галузь на наступне десятиліття і повторював ту ж схему. Таким чином, у 1929—1939 роках він досліджував структуру зір, включно з теорією білих карликів. Потім у 1939—1943 він зосередився на зоряній динаміці й теорії броунівського руху, ввів поняття динамічного тертя в астрофізиці. У 1943—1950 він вивчав теорію переносу випромінювання та квантову теорію негативного іона водню. У 1950—1961 він займався турбулентністю, стійкістю гідродинамічних та магнітогідродинамічних течій. У 1960-х він досліджував рівновагу і стійкість еліпсоїдальних фігур рівноваги, а також загальну теорію відносності. У 1971—1983 він вивчав математичну теорію чорних дір. У кінці 1980-х років він працював над теорією зіткнення гравітаційних хвиль.
Чандрасекар тісно співпрацював зі своїми учнями та пишався тим фактом, що протягом 50-річного періоду (приблизно з 1930 по 1980 рік) середній вік його співавторів залишався незмінним і становив близько 30 років. Він наполягав на тому, щоб студенти зверталися до нього як «професор Чандрасекар», доки вони не отримають ступінь доктора філософії, після чого заохочував їх (як і інших колег) називати його «Чандра». Коли Чандрасекар працював в Єркській обсерваторії в 1940-х роках, він щотижня їздив за 150 км, щоб викладати курс в Чиказькому університеті. Двоє студентів, які пройшли його курс, Лі Цзундао та Чженьнін Янг, отримали Нобелівську премію ще раніше за самого Чандрасекара. Всього Чандрасекар керував 45 аспірантами.

## Особисті риси
Багато хто вважав його теплим, позитивним, щедрим, скромним, прискіпливим і відкритим до дебатів, тоді як інші вважали його закритим, лякаючим, нетерплячим, впертим у ненаукових питаннях і невблаганним до тих, хто висміював його роботу. Чандрасекар був вегетаріанцем і атеїстом.

## Відзнаки
- 1949: Лекція Генрі Норріса Рассела
- 1952: Медаль Кетрін Брюс
- 1953: Золота медаль Королівського астрономічного товариства
- 1962: Королівська медаль Королівського товариства
- 1966: Національна наукова медаль США
- 1968: Падма Вібхушан
- 1973: Медаль Мар'яна Смолуховського
- 1974: Премія Денні Хейнемана з математичної фізики
- 1981: Перша премія Томалла[en]
- 1983: Нобелівська премія з фізики
- 1984: Медаль Коплі
- 1986: Медаль Карла Шварцшильда Німецького астрономічного товариства

## Пам'ять
Ім'ям Чандрасекара названо багато фізичних та астрофізичних понять, у відкритті яких він відіграв провідну роль:
- Межа Чандрасекара — максимальна можлива маса білого карлика
- Формула Чандрасекара для динамічного тертя
- Рівняння Чандрасекара — рівняння для внутрішньої структури зір
- Число Чандрасекара — безрозмірне число в гідродинаміці

Помітні об'єкти або події, названі або організовані на вшанування пам'яті про Чандрасекара, включають:
- 1958 Чандра — астероїд[47].
- «Чандра» — рентгенівська космічна обсерваторія, запущена 1999 року[48].
- Гімалайський телескоп Чандра — 2-метровий оптичний та інфрачервоний телескоп в Індійській астрономічній обсерваторії.
- Премія імені Чандрасекара з фізики плазми — нагорода, яка присуджується Асоціацією Азіатсько-Тихоокеанських фізичних товариств (Association of Asia Pacific Physical Societies, AAPS) за видатні досягнення у фізиці плазми, започаткована в 2014 році[49].
- Меморіальна стипендія Субраманьяна Чандрасекара — стипендія, яка з 2000 року присуджується аспірантам факультету фізики або факультету астрономії та астрофізики Чиказькому університету на гроші, подаровані Лалітою Чандрасекар з Нобелівської премії її покійного чоловіка[50].
- Інститут астрофізики Чандри — освітня програма з астрофізики для школярів, організована Массачусетським технологічним інститутом[51] за підтримки рентгенівської обсерваторії Чандра[52].
- 19 жовтня 2017 року Google у 28 країнах показав Google Doodle на честь 107-річчя Чандрасекара та межі Чандрасекара[53][54].
- Chandrasekhar Centennial Symposium 2010 — конференція, проведена Чиказьким університетом до 100-річчя Чандрасекара, в якому взяли участь Роджер Пенроуз, Кіп Торн, Фрімен Дайсон, Джаянт Нарлікар, Рашид Сюняєв та інші провідні астрофізики; за результатами симпозіуму в 2011 році видано книгу «Рідина тече в чорні діри: Данина пам'яті С. Чандрасекара до сторіччя його народження» (Fluid flows to Black Holes: A tribute to S Chandrasekhar on his birth centenary)[55][56][57].

## Публікації

### Книги
- Chandrasekhar, S. (1958) [1939]. An Introduction to the Study of Stellar Structure. New York: Dover. ISBN 978-0-486-60413-8.
- Chandrasekhar, S. (2005) [1942]. Principles of Stellar Dynamics. New York: Dover. ISBN 978-0-486-44273-0.
- Chandrasekhar, S. (1960) [1950]. Radiative Transfer. New York: Dover. ISBN 978-0-486-60590-6.
- Chandrasekhar, S. (1975) [1960]. Plasma Physics. Chicago: The University of Chicago Press. ISBN 978-0-226-10084-5.
- Chandrasekhar, S. (1981) [1961]. Hydrodynamic and Hydromagnetic Stability. New York: Dover. ISBN 978-0-486-64071-6.
- Chandrasekhar, S. (1987) [1969]. Ellipsoidal Figures of Equilibrium. New York: Dover. ISBN 978-0-486-65258-0.
- Chandrasekhar, S. (1998) [1983]. The Mathematical Theory of Black Holes. New York: Oxford University Press. ISBN 978-0-19-850370-5.
- Chandrasekhar, S. (1983) [1983]. Eddington: The Most Distinguished Astrophysicist of His Time. Cambridge University Press. ISBN 9780521257466.
- Chandrasekhar, S. (1990) [1987]. Truth and Beauty. Aesthetics and Motivations in Science. Chicago: The University of Chicago Press. ISBN 978-0-226-10087-6.
- Chandrasekhar, S. (1995). Newton's Principia for the Common Reader. Oxford: Clarendon Press. ISBN 978-0-19-851744-3.
- Spiegel, E.A. (2011) [1954]. The Theory of Turbulence : Subrahmanyan Chandrasekhar's 1954 Lectures. Netherlands: Springer. ISBN 978-94-007-0117-5.

### Замітки
- Chandrasekhar, S. (1939). The Dynamics of Stellar Systems. I–VIII. The Astrophysical Journal. 90 (1): 1—154. Bibcode:1939ApJ....90....1C. doi:10.1086/144094. ISSN 0004-637X.
- Chandrasekhar, S. (1943). Stochastic Problems in Physics and Astronomy. Reviews of Modern Physics. 15 (1): 1—89. Bibcode:1943RvMP...15....1C. doi:10.1103/RevModPhys.15.1. ISSN 0034-6861.
- Chandrasekhar, S. (1993). Classical general relativity. Royal Society.
- Chandrasekhar, S. (1979). The Role of General Relativity: Retrospect and Prospect. Proc. IAU Meeting.[58]
- Chandrasekhar, S. (1943). New methods in stellar dynamics. New York Academy of Sciences.
- Chandrasekhar, S. (1954). The illumination and polarization of the sunlit sky on Rayleigh scattering. Transactions of the American Philosophical Society. American Philosophical Society. 44 (6): 643—728. doi:10.2307/1005777. JSTOR 1005777.
- Chandrasekhar, S. (1983). On Stars, their evolution and their stability, Nobel lecture. Reviews of Modern Physics. Stockholm: Nobel Foundation. 56 (2): 137—147. doi:10.1103/RevModPhys.56.137.
- Chandrasekhar, S. (1981). New horizons of human knowledge: a series of public talks given at Unesco. Unesco Press.
- Chandrasekhar, S. (1975). Shakespeare, Newton, and Beethoven: Or, Patterns of Creativity. Current Science. University of Chicago. 70 (9): 810—822. JSTOR 24099932.
- Chandrasekhar, S. (July 1973). P.A.M. Dirac on his seventieth birthday. Contemporary Physics (англ.). 14 (4): 389—394. Bibcode:1973ConPh..14..389C. doi:10.1080/00107517308210761. ISSN 0010-7514.
- Chandrasekhar, S. (1947). Heywood, Robert B. (ред.). The Works of the Mind:The Scientist. Chicago: University of Chicago Press. с. 159—179. OCLC 752682744.
- Chandrasekhar, S. (1995). Reminiscences and discoveries on Ramanujan's bust. Royal Society. ASIN B001B12NJ8.
- Chandrasekhar, S. (1990). How one may explore the physical content of the general theory of relativity. American Mathematical Society. ASIN B001B10QTM.

### Статті
За своє життя Чандрасекар опублікував близько 380 робіт. Він написав свою першу статтю про ефект Комптона в 1928 році, коли ще був студентом, а остання його стаття про нерадіальні коливання зір була прийнята до публікації в 1995 році всього за два місяці до його смерті. Видавництво Чиказького університету опублікувало вибрані статті Чандрасекара в семи томах.
- Chandrasekhar, S. (1989). Selected Papers, Vol 1, Stellar structure and stellar atmospheres. Chicago: University of Chicago Press. ISBN 9780226100890.
- Chandrasekhar, S. (1989). Selected Papers, Vol 2, Radiative transfer and negative ion of hydrogen. Chicago: University of Chicago Press. ISBN 9780226100920.
- Chandrasekhar, S. (1989). Selected Papers, Vol 3, Stochastic, statistical and hydromagnetic problems in Physics and Astronomy. Chicago: University of Chicago Press. ISBN 9780226100944.
- Chandrasekhar, S. (1989). Selected Papers, Vol 4, Plasma Physics, Hydrodynamic and Hydromagnetic stability, and applications of the Tensor-Virial theorem. Chicago: University of Chicago Press. ISBN 9780226100975.
- Chandrasekhar, S. (1990). Selected Papers, Vol 5, Relativistic Astrophysics. Chicago: University of Chicago Press. ISBN 9780226100982.
- Chandrasekhar, S. (1991). Selected Papers, Vol 6, The Mathematical Theory of Black Holes and of Colliding Plane Waves. Chicago: University of Chicago Press. ISBN 9780226101019.
- Chandrasekhar, S. (1997). Selected Papers, Vol 7, The non-radial oscillations of star in General Relativity and other writings. Chicago: University of Chicago Press. ISBN 9780226101040.